# Joseph Patrick Kennedy Jr.
Joseph Patrick Kennedy Jr. (Hull, 25 luglio 1915 – Suffolk, 12 agosto 1944) è stato un aviatore statunitense, primo figlio di Joseph P. Kennedy e Rose Fitzgerald, e quindi fratello maggiore di John Fitzgerald Kennedy.
Morì in una missione aerea durante la seconda guerra mondiale, precisamente mentre stava partecipando al progetto Aphrodite, cioè testando nuove tipologie di bombardamento basate sull'uso di bombardieri imbottiti di esplosivo, 10 tonnellate di Torpex, e radiocomandati su bersagli fortemente protetti. Il 12 agosto 1944 durante una di queste prove nei cieli del Suffolk con un altro aviatore a bordo, qualcosa non funzionò e un malfunzionamento ai circuiti di ricezione radio fece riscaldare un componente e provocare l'innesco di un detonatore, con conseguente esplosione delle 10 tonnellate di Torpex a bordo. Come conseguenza il velivolo venne disintegrato in aria e precipitò. Del suo corpo non fu ritrovata alcuna traccia. Era scapolo e non aveva figli.